# Discrete Mathematics
Discrete Mathematics — рецензируемый научный журнал, публикующий статьи по направлениям дискретная математика, комбинаторика, теория графов, а также производным от данных направлений. Журнал основан в 1971 году и выпускается издательством North-Holland Publishing Company. Издание публикует оригинальные исследовательские статьи, обзорные статьи и краткие сообщения. Дополнительно выпускается несколько выпусков в год, посвящённых какой-либо одной тематике. Несмотря на то, что изначально журнал выпускался на французском и немецком языках, к рассмотрению принимаются только статьи, написанные на английском. Главным редактором является профессор Иллинойсского университета Дуглас Уэст.

## История
Журнал был основан в 1971 году. Первым автором, разместившим свою статью в журнале, стал Пал Эрдёш, опубликовавший в издании в общей сложности 84 статьи.

## Реферирование и индексация
Журнал реферируется и индексируется в:
- ACM Computing Reviews[англ.]
- Cambridge Scientific Abstracts[англ.]
- Current Contents/Physics, Chemical, & Earth Sciences
- International Abstracts in Operations Research[англ.]
- Mathematical Reviews
- PASCAL[англ.]
- Science Citation Index
- Zentralblatt MATH
- Scopus

Согласно Journal Citation Reports, на 2012 импакт-фактор журнала 0.578.